# Streptopetalum arenarium
Streptopetalum arenarium är en passionsblomsväxtart som beskrevs av M. Thulin. Streptopetalum arenarium ingår i släktet Streptopetalum och familjen passionsblomsväxter. Inga underarter finns listade i Catalogue of Life.